# Kamehameha IV.

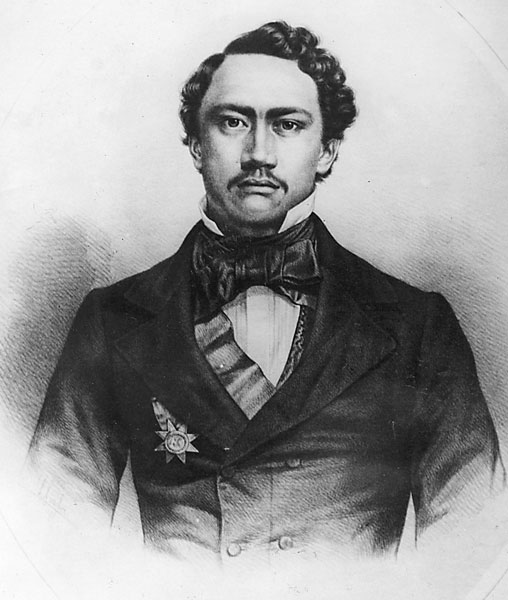
Kamehameha IV.

Kamehameha IV. (* 9. Februar 1834 in Honolulu; † 30. November 1863 ebenda), eigentl. Alexander Liholiho, war von 1855 bis 1863 König von Hawaiʻi.
Kamehameha IV., ein Neffe Kamehamehas III., bestieg mit 20 Jahren den Thron des Königreichs und führte in den Schulen von Hawaii die englische Sprache ein. Am 14. Januar 1857 wurde er in die Freimaurerloge „Le Progrès de l’Océanie“ in Honolulu aufgenommen und war mehrere Jahre deren Meister vom Stuhl. Kamehameha IV. ist auf mehreren hawaiischen Briefmarken abgebildet.
Einer der hawaiischen Namen Alexander Liholihos war ʻIolani, nach dem der ʻIolani-Palast benannt wurde.
Seine Frau war Emma Naʻea Rooke (Emma Kalanikaumakaʻamano Kaleleonālani Naʻea Rooke).
Der König verstarb im Jahr 1863 an den Folgen von chronischem Asthma.